# Résolution 256 du Conseil de sécurité des Nations unies
Membres permanents
- Chine (Taïwan)
- États-Unis
- France
- Royaume-Uni
- URSS

Membres non permanents
- Algérie
- Brésil
- Canada
- Danemark
- Éthiopie
- Hongrie
- Inde
- Pakistan
- Paraguay
- Sénégal

Résolution no 255 Résolution no 257
La résolution 256 du Conseil de sécurité des Nations unies est adoptée à l'unanimité lors de la 1 440e séance du Conseil de sécurité des Nations unies le 16 août 1968, après que deux attaques aériennes sur la Jordanie aient été lancées par Israël, le Conseil a déclaré que de graves violations du cessez-le-feu ne pouvaient être tolérées. Le Conseil a déploré les pertes en vies humaines et les lourds dégâts matériels et a condamné les nouvelles attaques militaires lancées par Israël comme des violations flagrantes de la Charte, avertissant que si de telles attaques devaient se répéter, le Conseil tiendrait dûment compte du non-respect de la présente résolution.

### Sources
- (en) Cet article est partiellement ou en totalité issu de l’article de Wikipédia en anglais intitulé « United Nations Security Council Resolution 256 » (voir la liste des auteurs).

### Texte
- Résolution 256 Sur fr.wikisource.org
- Résolution 256 Sur en.wikisource.org